# 高明县立三小旧址
高明县立三小旧址位于中国广东省佛山市高明区更合镇，建于1929年。1983年12月1日公布为高明县文物保护单位，登录名为“高明三小”。2006年10月25日列入第四批佛山市文物保护单位，登录名改为“高明县立三小旧址”。